# ONE PIECE BEST ALBUM 〜ワンピース主題歌集〜
『ONE PIECE BEST ALBUM〜ワンピース主題歌集〜』（ワン・ピース・ベスト・アルバム・ワンピースしゅだいかしゅう）は、テレビアニメ『ONE PIECE』のコンピレーション・アルバム。2003年7月30日から2005年3月24日までavex modeから発売された。

## 1stピース

### 概要
- CDジャケットには、麦わらの一味のモンキー・D・ルフィ・ロロノア・ゾロ・ナミ・ウソップ・サンジ・トニートニー・チョッパー・ニコ・ロビンが描かれている。
- テレビアニメの主題歌や劇場版主題歌が収録されている。
- ボーナストラックとして、『Family 〜7人の麦わら海賊団篇〜』が収録されている。

### 収録曲
1. ウィーアー! [4:02]
歌：きただにひろし
作詞：藤林聖子、作曲：田中公平、編曲：根岸貴幸
2. Believe [3:50]
歌：Folder5
作詞：谷穂チロル、作曲・編曲：GROOVE SURFERS
3. memories [4:26]
歌：大槻真希
作詞：大槻真希、作曲・編曲：森純太
4. RUN! RUN! RUN! [4:01]
歌：大槻真希
作詞：大槻真希、作曲・編曲：森純太
5. 私がいるよ [3:59]
歌：トマトキューブ
作詞：西村ちさと、作曲：山元全、編曲：TOMATO CUBE
6. しょうちのすけ [3:55]
歌：推定少女
作詞：秋元康、作曲・編曲：百石元
7. Ready! [4:03]
歌：Folder5
作詞：黒須チヒロ、作曲・編曲：GROOVE SURFERS
8. まぶしくて [4:29]
歌：DASEIN
作詞・作曲・編曲：DASEIN
9. BEFORE DOWN [3:20]
歌：AI-SACHI
作詞：さとうみかこ、作曲・編曲：佐藤宣彦
10. fish [4:26]
歌：The Kaleidoscope
作詞・作曲：石田匠、編曲：今井裕・The Kaleidoscope
11. GLORY -君がいるから- [4:58]
歌：上原多香子
作詞：渡辺なつみ、作曲：菊池一仁、編曲：原田憲
12. Shining ray [4:02]
歌：Janne Da Arc
作詞・作曲：yasu、編曲：Janne Da Arc
13. Free Will [4:49]
歌：Ruppina
作詞：工藤舞、作曲：安田史生、編曲：鈴木直人
14. Family 〜7人の麦わら海賊団篇〜 [3:55]
歌：7人の麦わら海賊団（田中真弓、中井和哉、岡村明美、平田広明、山口勝平、大谷育江、山口由里子）
作詞：藤林聖子、作曲：田中公平、編曲：鶴由雄

## 2ndピース

### 概要
- このCDは、初回限定版と通常版が発売され、CDジャケットには初回限定版にはONE PIECEのロゴマークが、通常版にはモンキー・D・ルフィ・ロロノア・ゾロ・ナミ・サンジ・ウソップ・トニートニー・チョッパー・ニコ・ロビンが描かれている。
- 初回限定版には、ノンテロップOPなどが収録されたDVDが付属されている。
- 前作に引き続き、テレビアニメの主題歌や劇場版主題歌が収録されている。
- また、ボーナストラックとして、キャラクターソングも収録されている。

### 収録曲
Disc1
1. ヒカリへ [3:45]
歌：ザ・ベイビースターズ
作詞・作曲：田中明仁、編曲：ザ・ベイビースターズ
2. BON VOYAGE! [4:31]
歌：Bon-Bon Blanco
作詞：佐々木美和、作曲・編曲：大島こうすけ
3. あの場所へ [4:01]
歌：晴晴゛
作詞：内田浩之、作曲：松浦友也、編曲：明石昌夫
4. FAITH [4:19]
歌：Ruppina
作詞：工藤舞、作曲：安田史生、編曲：鈴木直人
5. A to Z 〜ONE PIECE Edition〜 [3:37]
歌：ZZ
作詞：SOTARO、作曲・編曲：ZZ
6. 月と太陽 [5:13]
歌：shela
作詞・作曲：瀧川潤、編曲：家原正樹
7. DREAMSHIP [4:44]
歌：イクタ☆アイコ
作詞：イクタ☆アイコ、作曲：ACKO、編曲：TEXAS TAXIS
8. ウィーアー! [4:02]
歌：きただにひろし
作詞：藤林聖子、作曲：田中公平、編曲：根岸貴幸
9. Believe [3:49]
歌：Folder5
作詞：谷穂チロル、作曲・編曲：GROOVE SURFERS
10. Family 〜7人の麦わら海賊団篇〜 [3:56]
歌：7人の麦わら海賊団（田中真弓、中井和哉、岡村明美、平田広明、山口勝平、大谷育江、山口由里子）
作詞：藤林聖子、作曲：田中公平、編曲：鶴由雄
11. Jungle fever 〜 海賊の海賊による海賊のための感謝祭 [4:44]
歌：7人の麦わら海賊団（田中真弓、中井和哉、岡村明美、平田広明、山口勝平、大谷育江、山口由里子）
作詞：藤林聖子、作曲：田中公平、編曲：岩崎文紀
12. ウィーアー! 〜7人の麦わら海賊団篇 [4:17]
歌：7人の麦わら海賊団（田中真弓、中井和哉、岡村明美、平田広明、山口勝平、大谷育江、山口由里子）
作詞：藤林聖子、作曲：田中公平、編曲：根岸貴幸

DVD（初回限定版のみ）
1. ウィーアー! （ノンテロップOP）
2. believe （ノンテロップOP）
3. ヒカリヘ （ノンテロップOP）
4. bon Voyage! （ノンテロップOP）
5. お台場冒険王ゴーイングメリー号映像

## タイアップ
| 曲名                           | タイアップ                                                        | 備考                                               |
| ------------------------------ | ----------------------------------------------------------------- | -------------------------------------------------- |
| ウィーアー!                    | テレビアニメ『ONE PIECE』オープニングテーマ                       | きただにひろしの1作目のシングル。                  |
| Believe                        | テレビアニメ『ONE PIECE』オープニングテーマ                       | Folder5の3作目のシングル。                         |
| memories                       | テレビアニメ『ONE PIECE』エンディングテーマ                       | 大槻真希の1作目のシングル。                        |
| RUN! RUN! RUN!                 | テレビアニメ『ONE PIECE』エンディングテーマ                       | 大槻真希の2作目のシングル。                        |
| 私がいるよ                     | テレビアニメ『ONE PIECE』エンディングテーマ                       | トマトキューブの3作目のシングル。                  |
| しょうちのすけ                 | テレビアニメ『ONE PIECE』エンディングテーマ                       | 推定少女の1作目のシングル。                        |
| Ready!                         | 劇場版『ONE PIECE ねじまき島の冒険』主題歌                        | Folder5の1作目のアルバム『HYPER GROOVE 1』に収録。 |
| まぶしくて                     | 劇場版『ONE PIECE 珍獣島のチョッパー王国』主題歌                  | DASEINの6作目のシングル。                          |
| BEFORE DOWN                    | テレビアニメ『ONE PIECE』エンディングテーマ                       | AI-SACHIの1作目のシングル。                        |
| fish                           | テレビアニメ『ONE PIECE』エンディングテーマ                       | The Kaleidoscopeの6作目のシングル。                |
| GLORY -君がいるから-           | テレビアニメ『ONE PIECE』エンディングテーマ                       | 上原多香子の6作目のシングル。                      |
| Shining ray                    | テレビアニメ『ONE PIECE』エンディングテーマ                       | Janne Da Arcの12作目のシングル。                   |
| Free Will                      | テレビアニメ『ONE PIECE』エンディングテーマ                       | Ruppinaの1作目のシングル。                         |
| Family 〜7人の麦わら海賊団篇〜 | プレイステーションソフト『ONE PIECE オーシャンズドリーム!』主題歌 |                                                    |
| ヒカリへ                       | テレビアニメ『ONE PIECE』オープニングテーマ                       | ザ・ベイビースターズの1作目のシングル。            |
| BON VOYAGE!                    | テレビアニメ『ONE PIECE』オープニングテーマ                       | Bon-Bon Blancoの6作目のシングル。                  |
| あの場所へ                     | 劇場版『ONE PIECE 呪われた聖剣』主題歌                            | 晴晴゛の5作目のシングル。                          |
| FAITH                          | テレビアニメ『ONE PIECE』エンディングテーマ                       | Ruppinaの3作目のシングル。                         |
| A to Z 〜ONE PIECE Edition〜   | テレビアニメ『ONE PIECE』エンディングテーマ                       | ZZの6枚目のシングル。                              |
| 月と太陽                       | テレビアニメ『ONE PIECE』エンディングテーマ                       | shelaの12作目のシングル。                          |
| DREAMSHIP                      | テレビアニメ『ONE PIECE』エンディングテーマ                       | イクタ☆アイコの3作目のシングル。                   |